# Гегесипила
Гегесипила (др.-греч. Ἡγησιπύλη) — жена Мильтиада Младшего.
Отцом Гегесипилы был фракийский царь Олор. После захвата власти в Херсонесе Мильтиад взял её в жёны. Об этом событии упоминает Геродот при перечислении других мер афинянина по укреплению своего положения: создание отряда из наёмников, заключение под стражу правителей ряда городов. Таким образом, отец Гегесипилы обладал достаточным влиянием в регионе, раз Мильтиад решил заключить с ним политический альянс. Болгарский учёный К. Порожанов отметил, что заключенный союз следует рассматривать в качестве первого официального договора между Афинами и фракийцами о разделе сфер влияния.
По предположению американского историка Н. Хэммонда, Мильтиад женился на Гегесипиле около 515 года до н. э., то есть до начала скифского похода персидского царя Дария I. Схожего мнения придерживается Порожанов. Е. Каваньяк же считает, что свадьба состоялась между 510 и 506 годами до н. э., когда Мильтиад, своим поведением навлёкший на себя гнев Дария, был уже вынужден оставить Херсонес.
У Мильтиада и Гегесипилы родились Кимон и, возможно, Эльпиника. Впоследствии тема происхождения матери Кимона неоднократно использовалась его политическими противниками. В словаре английского лексикографа У. Смита указано, что у Гегесипилы также был другой сын — Олор, названный так в честь её отца и появившийся на свет, возможно, во время её второго брака — уже после смерти Мильтиада. Этот Олор являлся отцом историка Фукидида. Однако, как указывает В. М. Строгецкий, у Мильтиада и Гегесипилы была ещё одна дочь, неизвестная по имени, которая могла выйти замуж за представителя афинской аристократии, в браке с которым и родился младший Олор.